# Ken’ichi Tago
Ken’ichi Tago (jap. 田児 賢一, Tago Ken’ichi; * 16. Juli 1989 in der Präfektur Saitama) ist ein Badmintonspieler aus Japan. Er spielt für die Werksmannschaft der NTT East.

## Karriere
Tago, der Sohn der Badmintonspielerin Yoshiko Tago, gewann 2008 seinen ersten Titel bei den nationalen japanischen Meisterschaften im Herreneinzel. 2009 und 2010 verteidigte er diesen Meistertitel. Im Juniorenalter hatte er international zuvor bereits auf sich aufmerksam gemacht, als er 2006 Juniorenasienmeister wurde.
2010 sorgte er für Furore, als er als erster Japaner seit Masao Akiyama 1966 bis ins Finale der All England vorstieß. Auf dem Weg dorthin besiegte er nacheinander Joachim Persson, Chen Jin und Bao Chunlai. Im Endspiel verlor er knapp gegen die amtierende Nummer 1 der Weltrangliste, Lee Chong Wei aus Malaysia, mit 19:21 und 19:21. Im Jahr zuvor war er noch in Runde 1 gegen Chen Jin ausgeschieden. Das gleiche Schicksal hatte ihn bereits bei der Swiss Open Super Series 2009, der Singapur Super Series 2008 und der Japan Super Series 2007 ereilt. Erfolgreicher war er 2007 in Schottland und 2008 in Belgien. Beide Turniere konnte er gewinnen. Bei der Badminton-Weltmeisterschaft 2009 konnte er bis ins Achtelfinale vordringen. 2012 und 2013 konnte er die Japanische Badmintonmeisterschaft für sich entscheiden.